# 1921 год в Азербайджане
В этой статье приведены события, произошедшие в 1921 году в Азербайджане.

## Февраль
- 8—11 февраля — Первый съезд женщин Азербайджана (Баку)

## Март
- 8 марта — В Азербайджане впервые отмечен Международный женский день[1]
- 8—16 марта — Введение Новой экономической политики

## Апрель
- 14 апреля — Соглашение между Азербайджаном, Грузией и Арменией об объединении управлений железных дорог Закавказья

## Май
- 19 мая
  - Принятие первой конституции Азербайджана
  - Создан Азербайджанский Центральный Исполнительный Комитет (АзЦИК)[азерб.]
- Декрет о национализации печатных типографий и учреждений

## Июнь
- 2 июня — Соглашение между Азербайджаном, Грузией и Арменией об объединении органов внешней торговли Создан единый Внешторг для трёх республик
- Перепись населения Азербайджанской ССР

## Июль
- Сельскохозяйственная перепись

## Август
- 21 августа — Учреждена Азербайджанская Государственная Консерватория
- 26 августа — Основан Азербайджанский государственный педагогический университет

## Октябрь
- 13 октября — Карсский договор

- 21 октября — Учреждён Азербайджанский государственный банк

## Без точных дат
- Создан Госплан Азербайджанской ССР
- Начал полёты первый почтовый грузовой самолёт[2]
- Создана школа милиции для подготовки рядовых милиционеров и командиров

## В культуре
- Выставка работ Бехруза Кенгерли. На выставке демонстрировались 500 работ.

## Родились
- 24 января — Эюб Мамедов, художник
- 21 февраля — Бёюкага Мирзазаде, художник
- 24 февраля — Октай Садыхзаде, художник
- 28 апреля — Гусейн Ахундов, художник
- 20 июня — Джахангир Джахангиров, композитор
- 20 сентября — Гаджибек Султанов, астроном
- 19 декабря — Микаил Абдуллаев, художник
- 29 декабря — Азиза Джафарзаде, писатель

## Умерли
- 18 июля — Бехбуд хан Джаваншир, государственный деятель.